# La Comtesse Lara (film)
 (juillet 2025).
Pour les articles homonymes, voir La Comtesse Lara et Lara.
Pour plus de détails, voir Fiche technique et Distribution.
La Comtesse Lara (titre original : La contessa Lara) est un film muet italien réalisé par Roberto Roberti, sorti en 1912.

## Fiche technique
- Titre : La Comtesse Lara
- Titre original : La contessa Lara
- Réalisation : Roberto Roberti
- Société de production : Aquila Films
- Pays de production :  Royaume d'Italie
- Langue : Italien
- Format : Noir et blanc — 35 mm — 1,33:1 — Son : Muet
- Dates de sortie : 
  - Italie : 1912
  - France : 24 janvier 1913

## Distribution
- Bice Waleran : la comtesse Lara
- Antonietta Calderari
- Achille Consalvi
- Roberto Roberti
- Aldo Sinimberghi